# Elena Lupescu
Elena „Magda” Lupescu, Principesă de Hohenzollern (n. 3/15 septembrie 1899, Iași, România – d. 29 iunie 1977, Estoril, Districtul Lisabona, Portugalia) a fost amanta și apoi soția regelui Carol al II-lea al României.

## Biografie
Elena Lupescu a fost fiica lui Nicolae (Nahum) Grünberg (născut evreu, ulterior botezat creștin ortodox cu numele de Nicholas Wolff, devine apoi Nicolae Lupescu) și a Elizei Falk, născută evreică, botezată în religia catolică, fostă dansatoare la Viena. În februarie 1919, Elena Lupescu s-a căsătorit, la Biserica cu hramul „Tăierea Capului Sf. Ioan Botezătorul” din Iași, cu un căpitan de artilerie din Regimentul 28 Obuziere, Ion Tâmpeanu, de care a divorțat după un scurt timp. El avea 34 de ani, ea 18. Nașii de cununie au fost Elena și Eremia Grigorescu, generalul erou. În 1925 a devenit amanta prințului Carol. Prințul Carol a fost încoronat în 1930 ca Regele Carol al II-lea al României. După abdicarea Regelui Carol al II-lea  în septembrie 1940, Elena Lupescu l-a urmat în exil. Pe 8 septembrie 1940, Regele Carol al II-lea și Elena Lupescu au ajuns cu propriul tren la Lugano, în Elveția.. În octombrie 1940, guvernul legionar al României a cerut Spaniei extrădarea Elenei Lupescu, precum și cea a lui Ernest Urdăreanu, mareșalul Palatului, care, după părerea legionarilor, s-ar fi aflat alaturi de Regele Carol al II-lea, în spatele asasinării, la 30 noiembrie 1938, a lui Corneliu Zelea Codreanu, conducătorul organizației Garda de Fier. Elena Lupescu a petrecut majoritatea perioadei de exil în Mexic, Brazilia și Portugalia. După căsătoria lor (1947) din Brazilia, Carol al II-lea și Elena Lupescu s-au mutat la Estoril, Portugalia, unde Carol cumpărase Villa del Sol.  
După moartea lui Carol al II-lea, în 1953, Elena Lupescu a continuat să trăiască la Estoril, în Portugalia, până când s-a stins din viață.
Sicriul ei a fost depus la Capela Regilor Portugaliei din mănăstirea São Vicente de Fora din Lisabona, alături de sicriul Regelui Carol al II-lea. În anul 2003 sicriele celor doi au fost aduse la mănăstirea Curtea de Argeș.